# Юрчик, Валентин Сергеевич
Валенти́н Серге́евич Ю́рчик (род. 23 марта 1987, Брест, Белорусская ССР, СССР) — российский профессиональный баскетболист, игравший на позиции центрового.

## Карьера
Воспитанник белорусского баскетбола. Ещё школьником, учась в 9 классе, отправился на юношеский турнир в Россию, где приглянулся спортивным селекционерам из Санкт-Петербурга. Выступал за молодёжную команду петербургского «Спартака», приняв российское гражданство.
В сезоне 2009/2010 выступал как за основную, так и молодёжную команду УНИКС. В составе казанской команды стал бронзовым призёром чемпионата России.
В сентябре 2010 перешёл в «Нижний Новгород». В феврале 2011 года Юрчик продлил контракт с клубом до окончания сезона 2012/2013.
В декабре 2012 года Юрчик стал игроком петербургского «Спартака» до окончания сезона 2012/2013.
В сентябре 2013 года Валентин подписал контракт с «Рязанью».
Перед началом сезона 2017/2018 Юрчик пополнил состав новообразованного клуба Суперлиги «Зенит-Фарм».

## Достижения
- Бронзовый призёр чемпионата России: 2009/2010
- Серебряный призёр Кубка России: 2010/2011

## Статистика выступлений в России
| 2009/10 | УНИКС           | 22 | 15.9 | 55.7 | 43.4 | 76.7 | 1.1 | 1.3 | 0.8 | 7.6 | 2.6 | 4.3 | 3.4 | 29:09 |
| 2010/11 | Нижний Новгород | 19 | 6.4  | 56.7 | 45.8 | 60.0 | 0.6 | 0.3 | 0.3 | 2.4 | 1.2 | 2.1 | 3.3 | 12:42 |
| 2011/12 | Нижний Новгород | 8  | 3.8  | 35.7 | 0.0  | 62.5 | 0.2 | 0.2 | 0.5 | 1.6 | 0.6 | 1.1 | 1.8 | 6:37  |
| 2012/13 | Нижний Новгород | 6  | 4.2  | 47.4 | 0.0  | 63.6 | 0.7 | 0.2 | 0.0 | 1.8 | 1.2 | 1.8 | 2.0 | 10:42 |
| Наведите курсор мыши на аббревиатуры в заголовке таблицы, чтобы прочесть их расшифровку. Данные на 29 декабря 2012. |                 |    |      |      |      |      |     |     |     |     |     |     |     |       |

### Интервью
- Валентин Юрчик: «Поменял Евролигу на возможность играть в баскетбол». Официальный сайт БК «Нижний Новгород». 29 сентября 2010. Дата обращения: 8 января 2011.{{cite news}}:  Википедия:Обслуживание CS1 (url-status) (ссылка)
- Валентин Юрчик: «Не жажду титулов, добытых чужими руками». sports.ru. 15 июня 2011. Дата обращения: 17 июня 2011.